# Daniel Gile
Daniel Gile (* 1948) ist ein französischer Übersetzer und Konferenzdolmetscher. Er lehrt als Universitätsprofessor an der École Supérieure d'Interprètes et de Traducteurs (ESIT) der Universität Paris III – Sorbonne Nouvelle.

## Leben
Daniel Gile studierte Mathematik, bevor er sich einem Übersetzer- und Dolmetscherstudium zuwandte. 1984 promovierte er im Fach Japanisch mit einer Dissertation zur Ausbildung von Übersetzerberufen (La formation aux métiers de la traduction japonais-français: problèmes et méthodes) am Pariser Institut national des langues et civilisations orientales (INALCO). 1987 begann er dort eine außerordentliche Professur. Die Promotion in Sprachwissenschaft folgte 1989;  in seiner Dissertation La communication linguistique en réunion multilingue: les difficultés de la transmission informationelle en interprétation simultanée beschäftigte er sich mit den Schwierigkeiten der Informationsübertragung beim Simultandolmetschen. 1993 lehrte er in Belgien an der Katholischen Universität Löwen und von 1995 bis 2007 unterrichtete er Dolmetschen an der Universität Lyon 2, und ab an der École Supérieure d'Interprètes et de Traducteurs (ESIT) der Universität Paris III – Sorbonne Nouvelle. Von 2008 bis 2011 übernahm er außerdem eine Gastprofessur an der Guangdong University of Foreign Studies in China. Des Weiteren hat er eine Ehrenprofessur der Fremdsprachenuniversität Shanghai und ist Ehrenmitglied der Japan Association for Interpretation Studies.

## Forschung
Daniel Giles Forschung verbindet naturwissenschaftliche und geisteswissenschaftliche Ansätze, und sie hat die Ausbildung von Dolmetschern und von Nachwuchswissenschaftlern weltweit geprägt.
Ein wichtiger Schwerpunkt seiner Forschung sind die kognitiven Prozesse beim Konferenzdolmetschen. In seinem Effort Model beschreibt Gile die Verteilung der kognitiven Kapazität auf verschiedene Handlungen (Efforts), die der Dolmetscher vom Hörverständnis bis zur Produktion der Zielrede durchführt.
Gile hat grundlegende Werke zur Übersetzungs- und Dolmetschwissenschaft und zahlreiche Artikel verfasst. Über seinen zweimal jährlich erscheinenden CIRIN Bulletin gibt er einen Überblick über neueste dolmetschwissenschaftliche Veröffentlichungen.

## Sonstige Aktivitäten und Mitgliedschaften
- Mitglied im Internationalen Konferenzdolmetscherverband (aiic)
- Mitglied der European Society for Translation Studies (EST), Präsident von 2004 bis 2007 und von 2007 bis 2010
- Initiator des Projekts CIRIN (Conference Interpreting Research Information Network) und Herausgeber von CIRIN Bulletin
- Mitherausgeber bzw. Redaktionsmitglied der Fachzeitschriften Interpreting, Target, The Journal of Specialized Translation, Korean Society of Conference Interpretation, Journal of Translation Studies, International Journal of Interpreter Education
- Mitglied in universitären Wissenschaftskomitees, u. a. in Japan, China, Südafrika, der Tschechischen Republik, Australien, Deutschland

## Publikationen (Auswahl)

### Wissenschaftliche Publikationen
- Regards sur la recherche en interprétation de conférence. Presses universitaires de Lille, Lille 1995
- Basic Concepts and Models for Translator and Interpreter Training. John Benjamins Publishing Company Amsterdam/Philadelphia 1995, überarbeitete Auflage 2009
- La traduction. La comprendre, l’apprendre. Presses Universitaires de France, Paris 2005

### Herausgeberschaften
- Yves Gambier, Daniel Gile, Christopher Taylor (Hrsg.): Conference Interpreting: Current Trends in Research. John Benjamins Publishing Company, Amsterdam/Philadelphia 1997
- Heidrun Gerzymisch-Arbogast, Daniel Gile, Juliane House, Annely Rothkegel (Hrsg.): Wege der Übersetzungs- und Dolmetschforschung. Gunter Narr Verlag, Tübingen 1999
- Helle Dam, Friedel Dubslaff, Daniel Gile, Bodil Martinsen, Anne Schjoldager (Hrsg.): Getting Started in Interpreting Research. John Benjamins Publishing Company, Amsterdam/Philadelphia 2001
- Ángela Collados Aís, Daniel Gile, und Manuela Fernández Sánchez (Hrsg.): La evaluación de la calidad en interpretación: investigación. Comares, Granada 2003
- Daniel Gile, Gyde Hansen, Kirsten Malmkjær (Hrsg.): Claims, Changes and Challenges in Translation Studies. John Benjamins Publishing Company, Amsterdam/Philadelphia 2004
- Daniel Gile, Colette Laplace, Marianne Lederer (Hrsg.): La traduction et ses métiers. Aspects théoriques et pratiques. Cahiers Champollion N° 12. Lettres Modernes Minard, Caen 2009
- Daniel Gile, Gyde Hansen, Nike K. Pokorn (Hrsg.): Why Translation Studies Matters. John Benjamins Publishing Company, Amsterdam/Philadelphia 2010